# اقتصاد دین
اقتصاد دین علاوه بر این که تکنیک‌های اقتصادی را برای مطالعه دینی به کار می‌گیرد به رابطهٔ بین رفتارهای اقتصادی و مذهبی نیز می‌پردازد. نخستین بار ماکس وبر بود که از رابطه بین دین و رفتار اقتصادی صحبت کرد او همچنین ظهور سرمایه‌داری مدرن را به اصلاحات پروتستان نسبت داد. آدام اسمیت تجزیه و تحلیل اقتصادی برای مفاهیم دینی را در کتاب ثروت ملل پایه‌گذاری کرد و اظهار داشت که سازمان‌های مذهبی مانند هر بخش اقتصادی دیگری در معرض نیروهای بازار قرار دارند. دانش تجربی رابطه علت و معلولی بین دین و اقتصاد خرد را برای توضیح رفتارهای فردی بررسی می‌کند و در اقتصاد کلان عوامل رشد اقتصادی را مورد توجه قرار داده‌است. اقتصاد دینی (یا کلامی) موضوعی مرتبط با اقتصاد دین است که گاهی با آن تداخل پیدا‌می‌کند.

## دین و رشد اقتصادی

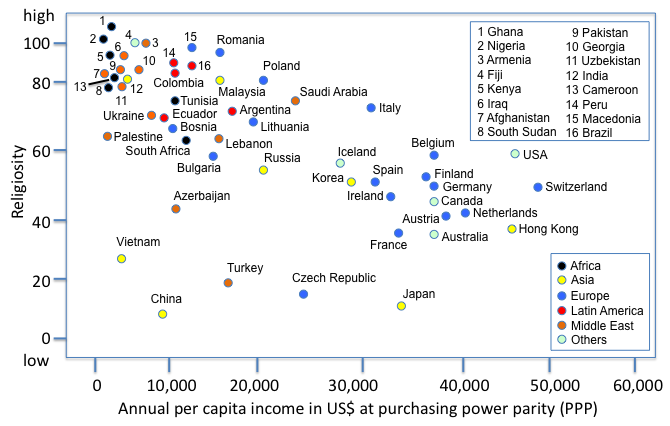
درآمد کشورها با سطح ملی دینداری رابطه منفی دارد.

مطالعات نشان می‌دهد یک راه ارتباطی بین رفتارهای مذهبی و نتایج کلان اقتصادی، رشد اقتصادی، میزان جرم و توسعه نهادی وجود دارد. طبق فرضیه محققان دین، آموزه‌های دینی بر پیامدهای اقتصادی تاثیرگذارند و باعث پیشرفت اقتصادی و تقویت اخلاق کار، صداقت و توکل می‌شوند.

### انتقادات
ارتباط بین دین و پیامدهای اقتصادی از دو طریق قابل تفسیر است: (۱) ویژگی ذاتی دین که رشد را تحت تأثیر قرار می‌دهد یا (۲) از ویژگی‌های همبسته با دین (نه خود دین) که بر رشد اثر گذار است. وجود تقابل ادبی به دلیل عدم توانایی در تمایز بین دو توضیح، مسئله ای که تعصب درونزا نامیده می‌شود، مورد انتقاد قرارمی‌گیرد.

## دین و رفتار فردی
تحقیقات حاکی از اهمیت رفتارهای اخلاقی در مذهب ارتدکس است و متن قانون طلایی «با دیگران همانگونه رفتار کن که دیگران با تو رفتار می‌کنند» که در اکثر ادیان و مذاهب به آن اشاره شده‌است. برخی دیگر معتقدند که این مسئله باعث ایجاد همکاری و اعتماد در گروه‌ها و انجمن‌های فرهنگی می‌شود. مطالعات تأثیرات مکمل ارزشهای دینی از قبیل صدقه، بخشش، صداقت و تحمل و گروه‌های اجتماعی مذهبی را که در آن طرفداری یا تبعیض نسبت به اعضای گروه یا خارج از گروه وجود دارد، مقایسه‌می‌کنند.

### باور
اعتقاد به رفتارهای دینی مربوط به تلاش پرهزینه ای است که مرتبط با شهرت الهی است. عزیزی و ارنبرگ (۱۹۷۵) به افراد پیشنهاد می‌کنند که وقت و پول خود را به مؤسسات سکولار و مذهبی اختصاص دهند تا در این زندگی و زندگی پس از مرگ حداکثر کارایی را داشته باشند. این استعمار مذهبی ذهن توسط اذات غیراخلاقی یا «خدایان بزرگ» ناشی از یک دستورالعمل اخلاقی است.

### متعلق
همان‌طور که Iannacconne استدلال می‌کند «رفتار مذهبی چیزی جز یک موضوع فردی است». رویکرد تعلق به دین، مفهوم اجتماعی درون گروه‌های مذهبی را در نظر می‌گیرد. annacconne ادین را به عنوان یک «کالای خوب» از یک دیدگاه نظریه انتخاب عقلانی تعیین می‌کند که در آن معضل مفت سواری آنان را از مزایای گروهی محروم می‌کند. همچنین آزمایش‌های میدانی نشان می‌دهد که افراد مذهبی با پیروان مذهبی اعتماد و همکاری بیشتری دارند. بسیاری از مطالعات تجربی نشان می‌دهند که تعلق گروهی بر رفتار نسبت به ایمان ارتدکس تأثیر بیشتری دارد. همان‌طور که داروین (۱۸۷۴) در میان دیگران استدلال می‌کنند، ارتقاء رفتارهای تعاونی درون گروهی مختص شبکه‌های مذهبی نیست.

## اقتصاد تجربی دین
از روشهای تجربی می‌توان برای جداسازی تأثیر دین بر الگوهای رفتاری و تفکیک بین اعتقاد و مفاهیم وابسته به آن استفاده‌کرد. روشهای آزمایشی در اقتصاد دین برای استانداردسازی اندازه‌گیری و شناسایی اثر علیت است. روش‌ها شامل نگاه به دین در بازی‌های مختلف است از جمله: دوراهی زندانی، بازی کالاهای عمومی، بازی آخرین پیشنهاد، بازی دیکتاتور و انتخاب پارامتری.